# Eating Out: The Open Weekend
Eating Out: The Open Weekend è un film del 2011 diretto da Q. Allan Brocka. Si tratta del quinto e ultimo film della serie cominciata nel 2004 con Eating Out.
La pellicola parla della parte finale della relazione tra Zack e Casey, che si sono lasciati per colpa di Benji nel precedente film.

## Trama
Zack e Benji hanno intenzione di partire per le vacanze in un resort per soli gay insieme a Lilly, che ha rotto con Jason. Benji, prima di intraprendere la vacanza, mette le cose in chiaro col ragazzo: la relazione tra i due è di tipo aperta e, soltanto dopo aver saputo che verrà anche Casey, metterà una sola regola: niente ex. Casey è ancora innamorato di Zack e per questo non vorrebbe incontrarlo, ma sostenuto da Lilly, Tiffani e Helen (che nel precedente film si è fidanzata con Andy) decide di vederlo. Le cose non vanno come previsto e per non suscitare un senso di pietà in Zack dice di essere fidanzato.
Lilly rivela che il trapianto è imminente e presto sarà una donna al cento per cento. Tuttavia, la noia provocata dalle circostanze, porteranno lei e Penny a competere per l'amore di un barista, che ci proverà con entrambe. Casey finge di essere fidanzato con Peter, un suo amico delle superiori, ma la verità viene scoperta e viene nuovamente incolpato da Zack di far parte di innumerevoli cospirazioni e menzogne. Lilly e Penny, dopo aver avuto una relazione sessuale a tre con il barista si riappacificano. Grazie a un errore legislativo, per un giorno sarà data la possibilità agli omosessuali di sposarsi.
Benji chiede a Zack si sposarlo dicendo che lo ama, nonostante la dissolutezza della loro relazione. Zack dice di sì, ma, parlando con Lilly, capisce di non essere affatto innamorato di Benji, bensì di Casey. Proprio durante la cerimonia, il ragazzo dice di non amarlo, ma di amare invece Casey. I due così si sposano, dando di nuovo il via alla loro relazione, questa volta senza più menzogne.

## Colonna sonora
- Dance All Night - Chris Salvatore
- Come On Out - Sugarbeach
- Fired Up! - Ray Isaac
- Heartbeat - Shane A
- Beat The Beat - Mike Munich
- Singularity - Wideband Network
- Let the Tiger Out - TinTin V.
- TRAPPED IN WHITE - Jessie Gold
- I Heart This Kegger - Verity in Stereo
- WHAT THE BEAT BRINGS - Jessie Gold
- Money - Spark & Blur
- The Future - Spark & Blur
- Virus - Ryan Adames
- For Ships To Come In - Jesse Sarr
- Break Your Heart (Let the Music) - Chris Salvatore
- Manhunt - Jeremy Gloff
- Looking for a Good Time - Sherry Vine
- If I Steal Your Boyfriend - Sir Ari Gold
- Everything I Didn't Say - Stephen Mcguire
- Walking By - Chris Salvatore
- Joy - That Rogue Romeo
- You Amaze Me - Justin Mortelliti
- Extra Extra (Read All About It) - Trevor Page
- Will You Remember - The Hillary Step